# Heston
Heston é uma aldeia nos subúrbios oeste de Londres em London Borough of Hounslow cuja cidade principal é Hounslow.
O explorador, naturalista e botânico Joseph Banks (1743-1820) foi sepultado na igreja de Heston.

## Resientes notáveis
- Jimmy Page dos Led Zeppelin.
- Ritchie Blackmore dos Deep Purple e dos Rainbow